# 11 Dywizjon Artylerii Przeciwlotniczej (II RP)

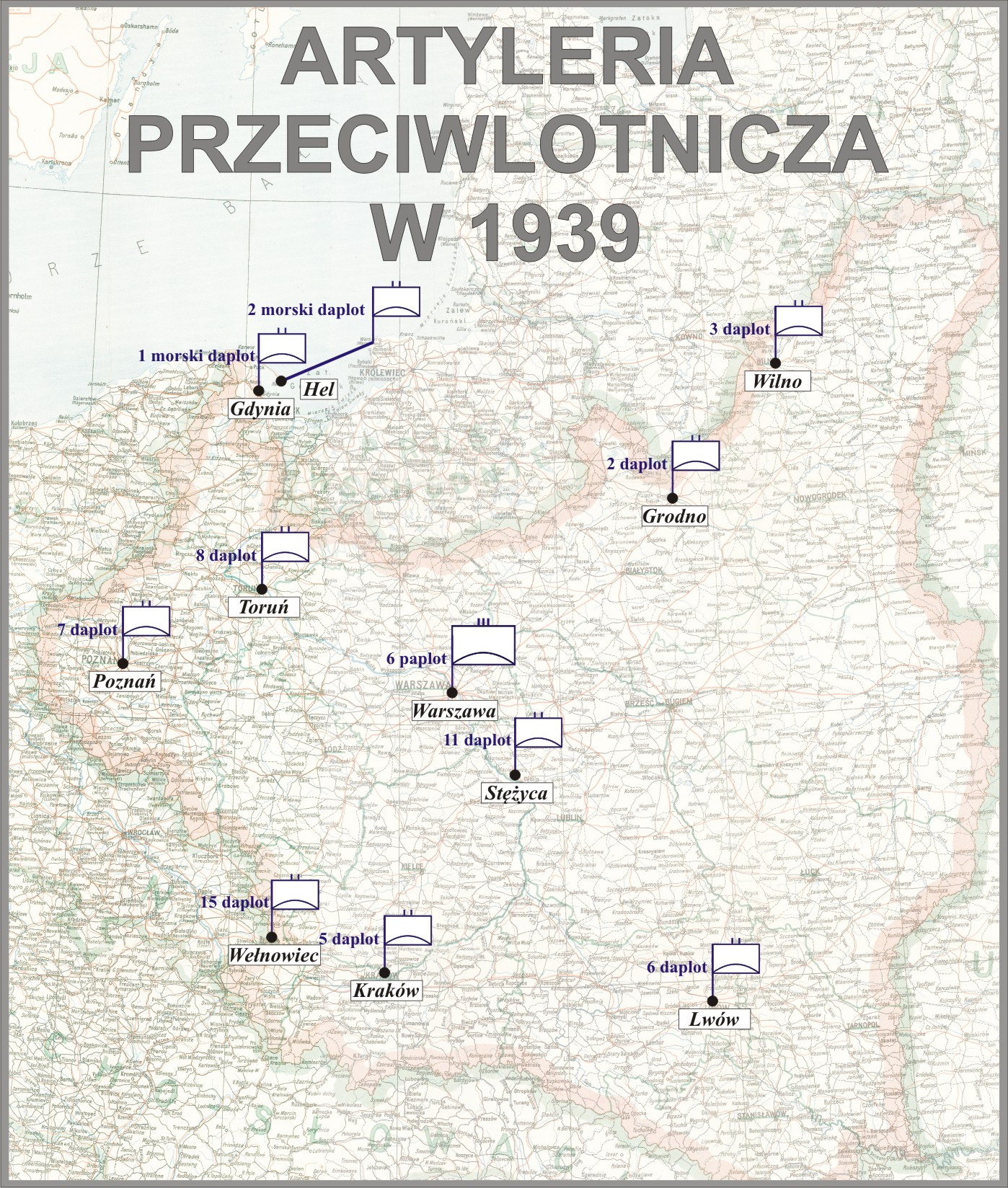
Artyleria przeciwlotnicza WP przed wybuchem II wojny światowej

11 dywizjon artylerii przeciwlotniczej (11 daplot.) – samodzielny pododdział artylerii przeciwlotniczej Wojska Polskiego.

## Organizacja
Dywizjon został sformowany w IV kwartale 1937 w koszarach na Zajezierzu w garnizonie Dęblin. Od maja 1939 stacjonował w nowych koszarach w Stężycy. 23 listopada 1937 szef Administracji Armii przydzielił uzbrojenie dla dwóch baterii półstałych – armaty przeciwlotnicze wz. 97/25 kalibru 75 mm. Później zorganizowana została trzecia bateria motorowa, uzbrojona w armaty przeciwlotnicze wz. 36 kalibru 40 mm. Dowódcą i organizatorem dywizjonu był major Roman Niemczyński. 21 grudnia 1938 na stanowisko dowódcy dywizjonu został wyznaczony major Wiktor Bogucki. Pod względem fachowego wyszkolenia i inspekcji pododdział podlegał początkowo dowódcy 11 Grupy Artylerii, później Grupy Artylerii Przeciwlotniczej, a tuż przed wybuchem wojny – dowódcy 1 Grupy Artylerii Przeciwlotniczej. Żołnierze dywizjonu nosili na kurtkach munduru odznaki pamiątkowe artylerii przeciwlotniczej z wybitym numerem dywizjonu.

## Mobilizacja
Dywizjon był jednostką mobilizującą. Zgodnie z uzupełnionym planem mobilizacyjnym „W” dowódca dywizjonu był odpowiedzialny za przygotowanie i przeprowadzenie mobilizacji niżej wymienionych jednostek artylerii przeciwlotniczej, wpisanych na jego tabelę mob.:
- dowództwo dyonu półstałego artylerii plot. nr 111,
- bateria półstała artylerii plot. 75 mm typ II nr 111,
- bateria półstała artylerii plot. 75 mm typ II nr 112,
- bateria półstała artylerii plot. 75 mm typ II nr 113,
- bateria półstała artylerii plot. 75 mm typ II nr 114,
- bateria motorowa artylerii plot. typ A nr 2,
- bateria motorowa artylerii plot. typ A nr 22[4].

Dywizjon nie był oddziałem gospodarczym, dlatego pod względem mobilizacji materiałowej był przydzielony do 28 pułku artylerii lekkiej. Wszystkie jednostki były mobilizowane niejawnie (w alarmie), w grupie jednostek oznaczonych kolorem brązowym (podgrupa 2 – OPL).
23 sierpnia 1939 zarządzona została mobilizacja całej grupy brązowej (bez podgrupy 4). Rozpoczęcie mobilizacji wyznaczono na godz. 6.00 24 sierpnia. 
Do obrony mostów na Wiśle, węzła kolejowego i Bazy Lotniczej w Dęblinie oraz Głównej Składnicy Uzbrojenia nr 2 w Stawach została zorganizowana Grupa OPL pod dowództwem podpułkownika Ireneusza Kobielskiego, w składzie:
- dowództwo dyonu półstałego artylerii plot. nr 111 – mjr art. Wiktor Bogucki,
- bateria półstała artylerii plot. 75 mm typ II nr 111 – kpt. adm. (art.) Marian Nawrocki,
- bateria półstała artylerii plot. 75 mm typ II nr 112 – por. art. Julian Kazimierz Trybalski,
- bateria półstała artylerii plot. 75 mm typ II nr 113 – ppor. art. Mirosław Grzegorz Jędrzejczak,
- bateria półstała artylerii plot. 75 mm typ II nr 114 – kpt. art. Kazimierz Franciszek Kociuba,
- bateria motorowa artylerii plot. typ A nr 2 – por. art. Alfred Adam Słociński,
- pluton artylerii plot. Bazy Lotniczej Dęblin [nr 182][8][9] – por. pil. Jerzy Antonowicz,
- kompania km plot. typ B nr 15 (mobilizowana przez 15 pp w Dęblinie) – kpt. piech. rez. Jan Kocioł,
- kompania km plot. typ B nr 16 (mobilizowana przez 15 pp w Dęblinie) – por. rez. Jerzy Pańkowski[10][11].

## Żołnierze dywizjonu
Obsada dywizjonu 23 marca 1939
- dowódca dywizjonu – mjr art. Wiktor Bogucki
- adiutant – por. art. Julian Kazimierz Trybalski
- pomocnik dowódcy ds. gospodarczych – por. art. Henryk Marczak
- oficer mobilizacyjny – por. art. Zbigniew Stanisław Piórecki
- oficer techniczny – kpt. adm. (art.) Marian Nawrocki
- dowódca plutonu łączności – ppor. art. Wojciech Stanisław Przyczynek
- dowódca 1 baterii – por. art. Alfred Adam Słociński
- dowódca plutonu – ppor. art. Włodzimierz Lisowski
- dowódca 2 baterii – kpt. art. Kazimierz Franciszek Kociuba
- dowódca 3 baterii – kpt. art. Jerzy Michał Offmański
- dowódca plutonu – ppor. art. Mirosław Grzegorz Jędrzejczak

Żołnierze dywizjonu – ofiary zbrodni katyńskiej
| Nazwisko i imię | stopień           | zawód   | miejsce pracy przed mobilizacją | zamordowany |
| --------------- | ----------------- | ------- | ------------------------------- | ----------- |
| Syrop Fryderyk  | porucznik rezerwy | prawnik | bank w ?                        | Katyń       |